# Amelia Vega
Amelia Vega (sinh ngày 7 tháng 11 năm 1984) là một nữ hoàng sắc đẹp, người giành chiến thắng trong cuộc thi Hoa hậu Hoàn vũ 2003 được tổ chức tại thành phố Panama, vào ngày 3 tháng 6 năm 2003.
Có nhiều tài liệu cho rằng cô là ứng cử viên nặng ký nhất cho cuộc thi sắc đẹp này trước khi cô đăng quang ngôi hoa hậu .
Hiện tại, cha cô là một bác sĩ gia đình đang hành nghề tại New York và Miami. Mẹ cô, bà Patricia Polanco, cũng là một người đẹp của nước Dominicana, từng đại diện cho nước này trong cuộc thi Hoa hậu Thế giới năm 1980.

## Hoa hậu Hoàn vũ
Sau khi giành vinh quang trong cuộc thi Hoa hậu Hoàn vũ Dominicana, Amelia đại diện cho nước Cộng hòa Dominicana trong cuộc thi Hoa hậu Hoàn vũ diễn ra ở Panama. Cô trở thành người đầu tiên đại diện cho nước này đăng quang ngôi hoa hậu.
Amelia được trao vương miện bởi Hoa hậu Hoàn vũ 2002 Justine Pasek của Panama. Cô mặc một chiếc áo đầm trắng được đính bằng những chuỗi hạt ở tay áo.
Là Hoa hậu Hoàn vũ 2003, cô đã làm việc chung với các tổ chức sức khỏe thế giới về căn bệnh HIV/AIDS như Hội đồng Sức khỏe Thế giới, amfAR, Tổ chức AIDS Nhi đồng Elizabeth Glaser (Elizabeth Glaser Pediatric AIDS Foundation) và Cable Possitive. Cô tuyên truyền cho mọi người rõ sự nguy hiểm và cách phòng ngừa căn bệnh thế kỷ này. Cô cũng gây được một quỹ từ thiện thông qua hoạt động này.
Ngày 21 tháng 12 năm 2003, cô tới Việt Nam và trao vương miện cùng quyền đại diện Việt Nam tại cuộc thi Hoa hậu Hoàn vũ 2004 cho Hoa khôi Hà Nội 2003 Nguyễn Thị Hồng Vân đến từ Hải Phòng.
Sau khi cô di chuyển tới căn hộ ở New York, Amelia đã thăm nhiều nước trên thế giới như Indonesia, Trung Quốc, Canada, Thái Lan, México, Puerto Rico, và Việt Nam. Amelia trở về quê hương của cô vài lần và nhận được huy chương danh dự trong Đại hội Thể thao Pan American vào năm 2003, được tổ chức tại Santo Domingo. Sau đó, Amelia cùng dẫn chương trình Fistival Presidente de Musica Latina, một đại hội âm nhạc dành cho châu Mỹ Latin kéo dài ba ngày được tổ chức hai năm một lần ở nước Cộng hòa Dominicana.
Là một Hoa hậu Hoàn vũ, Amelia đại diện cho Tổ chức Hoa hậu Hoàn vũ. "Chị em" hoa hậu của cô gồm có Hoa hậu Thiếu niên Hoa Kỳ Tami Farrell, và Hoa hậu Hoa Kỳ Susie Castillo.

## Sự nghiệp
Amelia xuất hiện nhiều lần trên các tạp chí từ quê hương cô như Mujuer Unica và Oh! Maganize, đến các tạp chí thế giới như Cosmopolitan, Caras, và Vanidades. Cô cũng là người mẫu chính cho các cuộc chiến dịch quảng bá sản phẩm cho công ty mỹ phẩm Cover Girl.
Amelia thử sức tài nghệ ca hát lần đầu tiên của mình trong cuộc thi Hoa hậu Hoàn vũ Dominicana 2004, nơi cô trao vương miên hoa hậu cho cô Larimar Fiallo. Vào đêm 1 tháng 6 năm 2004, Amelia trao vương miện Hoa hậu Hoàn vũ 2004 cho Jennifer Hawkins, đại diện cho nước Úc.
Sau khi chấm dứt ngôi hoa hậu, Amelia làm việc tạm thời cho hãng truyền hình Telemundo, và là một người dẫn chương trình cho tiết mục thật Voces de America.

## Chuyện bên lề
- Mẹ Amelia là bà Patricia Polanco, đồng thời là một cựu hoa hậu của nước Dominicana. Bà từng tham dự cuộc thi Hoa hậu Thế giới 1980.
- Amelia Vega giữ kỉ lục hoa hậu Cộng hòa Dominicana lâu nhất. "Ngôi vị nữ hoàng" của cô kéo dài từ ngày 29 tháng 7 năm 2002 đến ngày 3 tháng 4 năm 2004.
- Amelia là chủ nhân thứ ba của chiếc vương miện Hoa hậu Hoàn vũ giành giải thưởng “Trang phục dân tộc đẹp nhất”. Hai người trước là Hoa hậu Hoàn vũ 1988, Porntip Nakhirunkanok của Thái Lan và Hoa hậu Hoàn vũ 1998 Wendy Fitzwilliam của Trinidad & Tobago.
- Cô là cháu gái của ca sĩ Juan Luis Guera, người đạt danh hiệu giải thưởng Grammy.
- Cao 1.85m, cô là một trong những Hoa hậu Hoàn vũ cao nhất và cũng là Hoa hậu Cộng hòa Dominicana cao nhất.
- Năm 2006, cô là một trong những vị giám khảo cho cuộc thi Hoa hậu Hoàn vũ 2006